# الجمهورية الصومالية
الجمهورية الصومالية (بالصومالية:  Jamhuuriyadda Somaaliyeed)‏ (بالإيطالية:  Repubblica Somala)‏ هو الاسم الذي يطلق على دولة الصومال المستقلة حديثًا. وأرض الصومال الإيطالية السابقة تم تشكيل الحكومة من قبل عبد الله عيسى محمد ومحمد إبراهيم عقال وأعضاء آخرين في إدارتي الوصاية والمحمية في 22 يوليو 1960، عين عبد الرشيد علي شارماركي رئيسًا للوزراء في 20 يوليو 1961 ومن خلال استفتاء شعبي، صدقت الصومال على دستور جديد.
استمرت الإدارة حتى عام 1969، عندما استولى المجلس الثوري الأعلى (SRC) على السلطة في انقلاب أبيض وأعاد تسمية البلاد إلى جمهورية الصومال الديمقراطية

## التاريخ
أجبر الطلب الشعبي قادة الصومال الإيطالية وأرض الصومال البريطانية على المضي قدمًا في خطط التوحيد الفوري. أذعنت الحكومة البريطانية لقوة الرأي العام القومي الصومالي ووافقت على إنهاء حكمها لأرض الصومال البريطانية في عام 1960 في الوقت المناسب لكي تندمج المحمية مع إقليم صوماليلاند والصومال الإيطالية السابقة في تاريخ الاستقلال المحدد بالفعل من قبل مفوضية الأمم المتحدة. في أبريل 1960. التقى زعماء المنطقتين في مقديشو واتفقوا على تشكيل دولة موحدة. كان على الرئيس المنتخب أن يكون رأس الدولة ويتولى رئيس وزراء مسؤول أمام مجلس وطني منتخب من 123 عضوًا يمثلون المنطقتين السلطات التنفيذية الكاملة. وبناءً على ذلك، توحدت أرض الصومال البريطانية كما هو مقرر مع إقليم صوماليلاند الذي يخضع للوصاية لتأسيس جمهورية الصومال في 26 يونيو 1961، حصلت الصومال البريطانية على استقلالها عن بريطانيا باسم دولة الصومال في 1 يوليو 1960، توحدت أرض الصومال مع إقليم صوماليلاند، مشكلين جمهورية الصومال. عين المجلس التشريعي رئيس قانون الاتحاد الصومالي حاجي بشير إسماعيل يوسف أول رئيس للجمعية الوطنية الصومالية. في نفس اليوم الذي أصبح فيه آدم عبد الله عثمان رئيسًا للجمهورية الصومالية. ثم قام بدوره في 22 يوليو 1960 بتعيين عبد الرشيد علي شارماركي كأول رئيس للوزراء والحزب الصومالي الموحد المعروف (USP) تمت المصادقة على تعيين آدم عبد الله عثمان كرئيس بعد عام في استفتاء وطني.خلال فترة التسع سنوات من الديمقراطية البرلمانية التي تلت 196 في الصومال وكان يُنظر إلى حرية التعبير على نطاق واسع على أنها مشتقة من الحق التقليدي لكل رجل في الاستماع إليه. كان المثل الأعلى القومي الذي أعلنه الصوماليون هو المساواة السياسية و القانونية حيث بدت القيم الصومال التاريخية والممارسات الغربية المكتسبة متطابقة. كان يُنظر إلى السياسة على أنها مجال لا يقتصر على مهنة واحدة أو عشيرة أو طبقة واحدة، ولكنه مفتوح لجميع أفراد المجتمع الذكور ومع ذلك، كان دور المرأة أكثر محدودية. صوتت النساء في أرض الصومال الإيطالية منذ الانتخابات البلدية عام 1958. امتد حق الاقتراع لاحقًا إلى أرض الصومال البريطانية السابقة. في مايو 1963، عندما صوّت المجلس الإقليمي عليه 52 مقابل 42. كانت السياسة بمثابة الماضي القومي، حيث كان السكان على اطلاع دائم بالتطورات السياسية من خلال الراديو. غالبًا ما تجاوزت المشاركة السياسية ذلك في العديد من الديمقراطيات الغربية.

### الأشهر الأولى من الاتحاد
على الرغم من توحيدهما كدولة واحدة عند الاستقلال، كان الجنوب والشمال، من منظور مؤسسي، دولتين منفصلتين تركت إيطاليا والمملكة المتحدة النظامين مع أنظمة إدارية وقانونية وتعليمية منفصلة تُدار فيها الشؤون وفقًا لإجراءات مختلفة وبلغات مختلفة. صرحت جانينا ديل، الأستاذة المشاركة في السياسة الخارجية الأمريكية 
"بينما سمح الحكم البريطاني في الشمال بالحفاظ على الهياكل التقليدية للحكم الذاتي، أدى الاستعمار الإيطالي في الجنوب إلى تآكل الأشكال التقليدية للتنظيم السياسي والإدارة الاستعمارية المركزية" - تيموثي أ. ريدوت،
 بناء السلام والدولة في الصومال: حالة أرض الصومال، ص. 10
كما اختلفت الشرطة والضرائب وأسعار صرف العملات الخاصة بكل منهما. كانت للنخب المتعلمة مصالح متباينة، وكانت الاتصالات الاقتصادية بين المنطقتين شبه معدومة. في عام 1960، أنشأت الأمم المتحدة اللجنة الاستشارية للتكامل، وهي هيئة دولية يرأسها مسؤول لأمم المتحدة باولو كونتيني، لتوجيه الاندماج التدريجي للأنظمة والمؤسسات القانونية للبلد الجديد وتسوية الاختلافات بينهما. في عام 1964، خلفت اللجنة الاستشارية للتشريع هذه الهيئة المكونة من الصوماليين، تولت عمل سابقتها برئاسة ماريانو لكن العديد من الجنوبيين اعتقدوا أنه بسبب الخبرة المكتسبة في ظل الوصاية الإيطالية، كانت منطقتهم أفضل استعدادًا من بين المنطقتين للحكم الذاتي. كانت النخب السياسية والإدارية والتجارية الشمالية مترددة في الاعتراف بضرورة التعامل مع مقديشو. عند الاستقلال، كان للمنطقة الشمالية حزبان سياسيان عاملين وهما SNL، الذي يمثل عائلة عشيرة إسحاق التي تشكل أغلبية عددية هناك. و USP، مدعومًا بشكل كبير من قبل الدير و دارود. ومع ذلك، في الصومال الموحد، اجتذب حزب المعارضة الجنوبي، رابطة الصومال الكبرى (GSL)، المؤيد للعرب والمتشدد الصومالي، دعم SNL و USP ضد رابطة الشباب الصومالية الذي كان قد تبنى موقفًا معتدلًا قبل الاستقلال.
تجلت مخاوف الشمال بشأن الاستعانة بإحكام شديد في الجنوب من خلال نمط التصويت في استفتاء يونيو 1961 على الدستور، والذي كان في الواقع أول انتخابات وطنية في الصومال. على الرغم من أن المسودة تمت الموافقة عليها بأغلبية ساحقة في الجنوب، إلا أنها حظيت بتأييد أقل من 50 بالمائة من الناخبين الشماليين. كما تم تشكيل حزب مندمج يعرف باسم الاتحاد الديمقراطي الصومالي (SDU). التحق بعناصر شمالية، بعضها كان غير راضٍ عن ممثلي SNL الشماليين في الحكومة الائتلافية. فشلت محاولة حسين.ومع ذلك، في مايو 1962، استقال محمد إبراهيم عقال. ووزير آخر في شمال SNL من مجلس الوزراء وأخذ العديد من أتباع SNL معهم إلى حزب جديد، المؤتمر الوطني الصومالي (SNC)، الذي حصل على دعم شمالي واسع النطاق. كما حصل الحزب الجديد على دعم في الجنوب عندما انضم إليه فصيل من الجيش الليبرالي يتألف في الغالب من الهوية. أعطت هذه الخطوة البلاد ثلاثة أحزاب سياسية وطنية حقيقية وعملت أيضًا على طمس الخلافات بين الشمال والجنوب.